# Road Wild
Road Wild (originariamente intitolato Hog Wild) era un evento a pagamento, nonché un pay-per-view (PPV) targato World Championship Wrestling (WCW), celebre compagnia di wrestling professionistico situata ad Atlanta, Georgia. Andò in scena annualmente nel mese di agosto dal 1996 al 1999. Era un evento che si ispirava alla "filosofia" biker, e la prima edizione fu ad ingresso gratuito all'interno dello Sturgis Motorcycle Rally. L'evento venne ideato da Eric Bischoff. Hulk Hogan prese parte al main event di tutte e quattro le edizioni dell'evento. Dopo la prima edizione, la WCW cambiò il nome dello show in Road Wild per paura di una potenziale causa legale da parte dell'Harley Owners Group (HOG), club di appassionati di motociclette Harley-Davidson.
Nel 2000 venne sostituito dal ppv New Blood Rising.

## Date e luoghi di Hog Wild/Road Wild
| Evento           | Data           | Città                   | Luogo                    | Main Event                                                                                              |
| ---------------- | -------------- | ----------------------- | ------------------------ | --- |
| Hog Wild (1996)  | 10 agosto 1996 | Sturgis, Dakota del Sud | Sturgis Motorcycle Rally | The Giant (c) vs. Hollywood Hogan per il WCW World Heavyweight Championship                             |
| Road Wild (1997) | 9 agosto 1997  | Sturgis, Dakota del Sud | Sturgis Motorcycle Rally | Lex Luger (c) vs. Hollywood Hogan per il WCW World Heavyweight Championship                             |
| Road Wild (1998) | 8 agosto 1998  | Sturgis, Dakota del Sud | Sturgis Motorcycle Rally | Diamond Dallas Page & Jay Leno vs. Hollywood Hogan & Eric Bischoff                                      |
| Road Wild (1999) | 14 agosto 1999 | Sturgis, Dakota del Sud | Sturgis Motorcycle Rally | Hulk Hogan (c) vs. Kevin Nash in un Retirement match con in palio il WCW World Heavyweight Championship |

### 1996
Hog Wild si svolse il 10 agosto 1996 presso lo Sturgis Motorcycle Rally di Sturgis (Dakota del Sud), Stati Uniti.
Nel main event della serata, Hollywood Hogan sconfisse The Giant vincendo il WCW World Heavyweight Championship per poi scrivere sulla cintura con della vernice spray le lettere "nWo". Negli altri match di rilievo in programma, The Outsiders (Kevin Nash & Scott Hall) sconfissero Sting & Lex Luger, mentre Ric Flair, Rey Misterio Jr. e gli Harlem Heat mantennero rispettivamente i titoli United States Heavyweight, World Cruiserweight, e World Tag Team Championship.
I primi otto incontri furono trasmessi in diretta su WCW Saturday Night prima dell'inizio del pay-per-view vero e proprio.

#### Risultati
| N.         | Risultati                                                                                                   | Stipulazione                                                   | Durata |
| ---------- | --- | -------------------------------------------------------------- | ------ |
| Dark match | The Public Enemy (Rocco Rock & Johnny Grunge) sconfiggono Dick Slater & Mike Enos                           | Tag team match                                                 | 03:47  |
| Dark match | Konnan sconfigge Chavo Guerrero Jr.                                                                         | Single match                                                   | 04:24  |
| Dark match | The Nasty Boys (Brian Knobbs & Jerry Sags) sconfiggono High Voltage (Robbie Rage & Kenny Kaos)              | Tag team match                                                 | 03:22  |
| Dark match | Alex Wright sconfigge Bobby Eaton                                                                           | Single match                                                   | 0:30   |
| Dark match | The Dungeon of Doom (The Taskmaster, Meng, & The Barbarian) sconfiggono Joe Gomez, Jim Powers, & Mark Starr | Six-man tag team match                                         | 03:06  |
| Dark match | David Taylor sconfigge Mr. J.L.                                                                             | Single match                                                   | 02:37  |
| Dark match | Diamond Dallas Page sconfigge The Renegade                                                                  | Single match                                                   | 06:53  |
| Dark match | Arn Anderson sconfigge Hugh Morrus                                                                          | Single match                                                   | 00:40  |
| 1          | Rey Misterio Jr. (c) sconfigge The Ultimate Dragon                                                          | Single match per il WCW World Cruiserweight Championship       | 11:35  |
| 2          | Scott Norton sconfigge Ice Train                                                                            | Single match                                                   | 05:05  |
| 3          | Madusa sconfigge Bull Nakano                                                                                | Single match                                                   | 05:00  |
| 4          | Chris Benoit (con Woman & Miss Elizabeth) sconfigge Dean Malenko                                            | Single match                                                   | 26:55  |
| 5          | Harlem Heat (Booker T & Stevie Ray) (c) sconfiggono The Steiner Brothers (Rick Steiner & Scott Steiner)     | Tag team match per il WCW World Tag Team Championship          | 17:53  |
| 6          | Ric Flair (c) (con Woman & Miss Elizabeth) sconfigge Eddie Guerrero                                         | Single match per il WCW United States Heavyweight Championship | 14:14  |
| 7          | The Outsiders (Kevin Nash & Scott Hall) sconfiggono Sting & Lex Luger                                       | Tag team match                                                 | 14:36  |
| 8          | Hollywood Hogan sconfigge The Giant (c) (con Jimmy Hart)                                                    | Single match per il WCW World Heavyweight Championship         | 14:56  |

### 1997
Road Wild 1997 si svolse il 9 agosto 1997 presso lo Sturgis Motorcycle Rally di Sturgis (Dakota del Sud), Stati Uniti.
Nel main event, Hollywood Hogan sconfisse Lex Luger aggiudicandosi il WCW World Heavyweight Championship. Altri match di rilievo in programma furono The Outsiders contro Steiner Brothers per il World Tag Team Championship, Curt Hennig contro Diamond Dallas Page, e Ric Flair contro Syxx.

#### Risultati
| N. | Risultati | Stipulazione                                             | Durata |
| -- | --- | -------------------------------------------------------- | ------ |
| 1  | Harlem Heat (Booker T & Stevie Ray) sconfiggono Vicious and Delicious (Buff Bagwell & Scott Norton) (con Vincent)                            | Tag team match                                           | 10:20  |
| 2  | Konnan sconfigge Rey Misterio Jr. | Mexican Death match                                      | 10:20  |
| 3  | Steve McMichael & Chris Benoit sconfiggono Jeff Jarrett & Dean Malenko                                                                       | Elimination match                                        | 09:36  |
| 4  | Alex Wright (c) sconfigge Chris Jericho | Single match per il WCW World Cruiserweight Championship | 13:03  |
| 5  | Ric Flair sconfigge Syxx | Single match                                             | 11:06  |
| 6  | Curt Hennig sconfigge Diamond Dallas Page (con Kimberly Page)                                                                                | Single match                                             | 09:41  |
| 7  | The Giant sconfigge Randy Savage (con Miss Elizabeth)                                                                                        | Single match                                             | 06:05  |
| 8  | The Steiner Brothers (Rick Steiner & Scott Steiner) (con Ted DiBiase) sconfiggono The Outsiders (c) (Scott Hall & Kevin Nash) per squalifica | Tag team match per il WCW World Tag Team Championship    | 15:29  |
| 9  | Hollywood Hogan sconfigge Lex Luger (c) | Single match per il WCW World Heavyweight Championship   | 16:15  |

### 1998
Road Wild 1998 si svolse l'8 agosto 1998 presso lo Sturgis Motorcycle Rally di Sturgis (Dakota del Sud), Stati Uniti.
Il main event dello show fu il tag team match nel quale Diamond Dallas Page e il conduttore del programma televisivo Tonight Show, Jay Leno, sconfissero Hollywood Hogan ed Eric Bischoff. Altro match di rilievo, fu la "battle royal nWo", alla quale presero parte quattro membri delle fazioni nWo Hollywood e nWo Wolfpac insieme a Goldberg, che vinse il match eliminando per ultimo The Giant.

#### Risultati
| N. | Risultati | Stipulazione                                                                                  | Durata |
| -- | --- | --------------------------------------------------------------------------------------------- | ------ |
| 1  | Meng sconfigge The Barbarian (con Jimmy Hart)                                                                                      | Single match                                                                                  | 04:48  |
| 2  | The Public Enemy (Rocco Rock & Johnny Grunge) sconfiggono The Dancing Fools (Disco Inferno & Alex Wright) (con Tokyo Magnum)       | Tag team match                                                                                | 15:27  |
| 3  | Saturn sconfigge Raven (con Lodi) e Kanyon                                                                                         | Raven's Rules match                                                                           | 12:26  |
| 4  | Rey Misterio Jr. sconfigge Psychosis                                                                                               | Single match per determinare il primo sfidante al titolo WCW World Cruiserweight Championship | 13:38  |
| 5  | Stevie Ray (c) sconfigge Chavo Guerrero Jr.                                                                                        | Single match per il WCW World Television Championship                                         | 02:38  |
| 6  | Steve McMichael sconfigge Brian Adams (con Vincent)                                                                                | Single match                                                                                  | 06:32  |
| 7  | Juventud Guerrera sconfigge Chris Jericho (c)                                                                                      | Single match per il WCW Cruiserweight Championship (con Dean Malenko come arbitro speciale)   | 16:24  |
| 8  | Goldberg vince eliminando per ultimo The Giant                                                                                     | nWo Invitational Battle Royal                                                                 | 07:58  |
| 9  | Diamond Dallas Page & Jay Leno (con Kevin Eubanks) sconfiggono Hollywood Hogan & Eric Bischoff (con The Disciple & Miss Elizabeth) | Tag team match                                                                                | 14:31  |

### 1999
Road Wild 1999 si svolse il 14 agosto 1999 presso lo Sturgis Motorcycle Rally di Sturgis (Dakota del Sud), Stati Uniti.
Nel main event, Hulk Hogan sconfisse Kevin Nash in un retirement match con in palio il WCW World Heavyweight Championship, costringendo Nash a "ritirarsi" dal wrestling. Nash sarebbe tornato a combattere alla fine del 1999. Altri match importanti in programma videro Randy Savage sconfiggere Dennis Rodman, Goldberg sconfiggere Rick Steiner, Sid Vicious battere Sting e Chris Benoit difendere il WCW United States Heavyweight Championship contro Diamond Dallas Page in un No Disqualification match.

#### Risultati
| N. | Risultati | Stipulazione                                                                | Durata |
| -- | --- | --------------------------------------------------------------------------- | ------ |
| 1  | Rey Misterio Jr., Billy Kidman & Eddie Guerrero sconfiggono Vampiro & Insane Clown Posse (Violent J & Shaggy 2 Dope)                                                  | Six-man tag team match                                                      | 12:22  |
| 2  | Harlem Heat (Booker T & Stevie Ray) sconfiggono Kanyon & Bam Bam Bigelow (c)                                                                                          | Tag team match per il WCW World Tag Team Championship                       | 13:06  |
| 3  | The Revolution (Perry Saturn, Shane Douglas & Dean Malenko) sconfiggono The West Texas Rednecks (Barry Windham, Curt Hennig & Bobby Duncum Jr.) (con Kendall Windham) | Six-man tag team match                                                      | 10:57  |
| 4  | Buff Bagwell sconfigge Ernest Miller (con Sonny Onoo) | Single match                                                                | 07:24  |
| 5  | Chris Benoit (c) sconfigge Diamond Dallas Page | No Disqualification match per il WCW United States Heavyweight Championship | 12:24  |
| 6  | Sid Vicious sconfigge Sting | Single match                                                                | 10:40  |
| 7  | Goldberg sconfigge Rick Steiner | Single match                                                                | 05:39  |
| 8  | Randy Savage sconfigge Dennis Rodman | Single match                                                                | 11:30  |
| 9  | Hulk Hogan (c) sconfigge Kevin Nash | Retirement match per il WCW World Heavyweight Championship                  | 12:18  |